# District de Yingquan
Le district de Yingquan (颍泉区 ; pinyin : Yǐngquán Qū) est une subdivision administrative de la province de l'Anhui en Chine. Il est placé sous la juridiction de la ville-préfecture de Fuyang.